# Mainhattan
Mainhattan es el distrito comercial central de Fráncfort en Alemania. La palabra es un acrónimo de Meno (Main, en alemán), el río que atraviesa Fráncfort, y Manhattan, una referencia a sus edificios de gran altura y rascacielos. Junto con la históricamente importante Catedral Imperial de San Bartolomé y la Iglesia de San Pablo, estos edificios forman el horizonte de la ciudad. Los primeros edificios altos se construyeron en la década de 1960. Los bancos y otras instituciones financieras se establecieron allí, lo que resultó en que el distrito también se conociera como "Bankfurt" (Bankford). Originalmente, ambas expresiones se usaban a veces de manera burlona, pero la connotación ha cambiado a una puramente positiva. La sede del Banco Central Europeo se encuentra en Mainhattan. La torre Commerzbank era el edificio más alto de la Unión Europea hasta que se construyó el The Shard en Londres. Después de que el Reino Unido votó a favor de retirarse de la Unión Europea, se hicieron planes para que varias instituciones financieras se mudaran de la City de Londres a Mainhattan.

## Galería

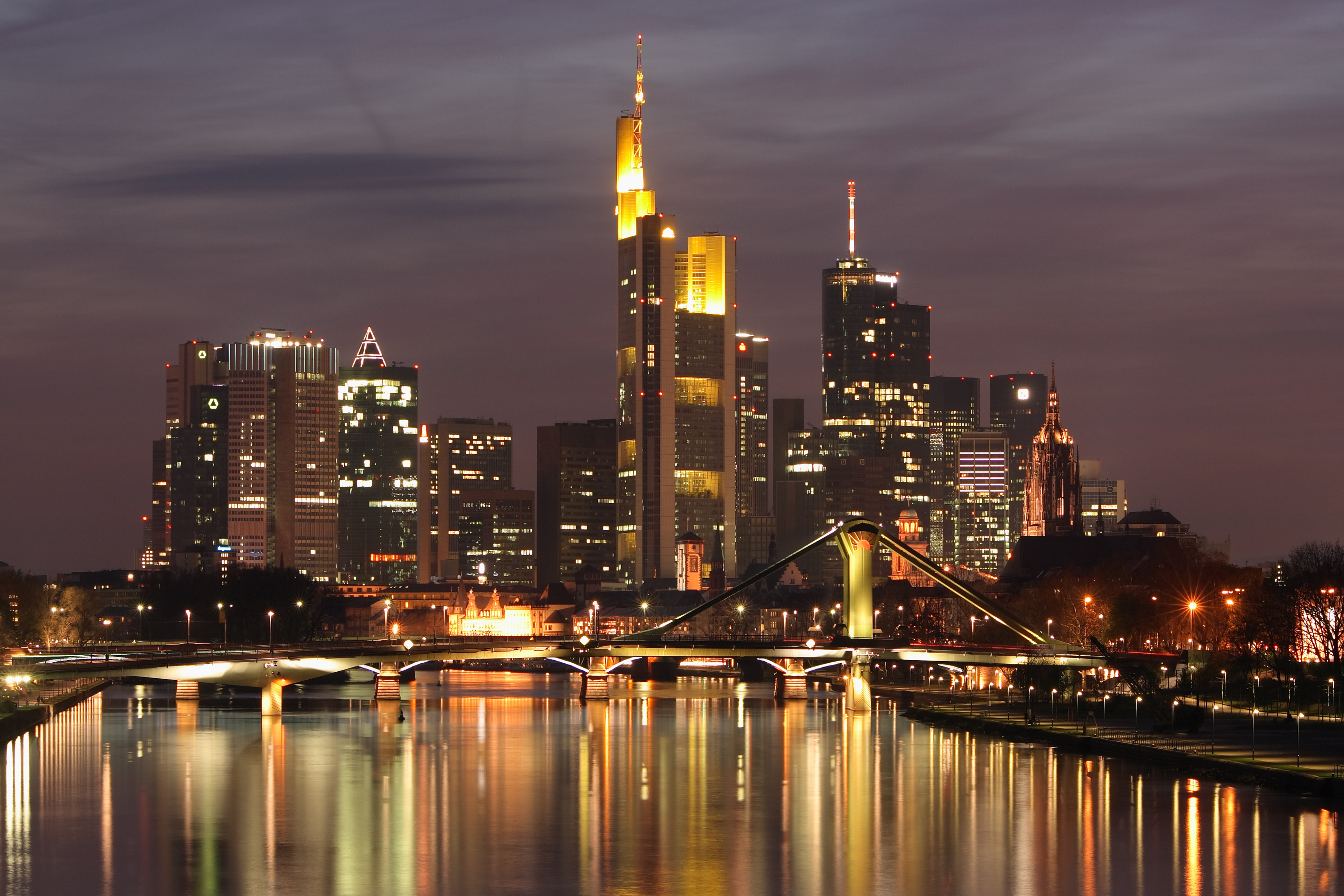
Skyline
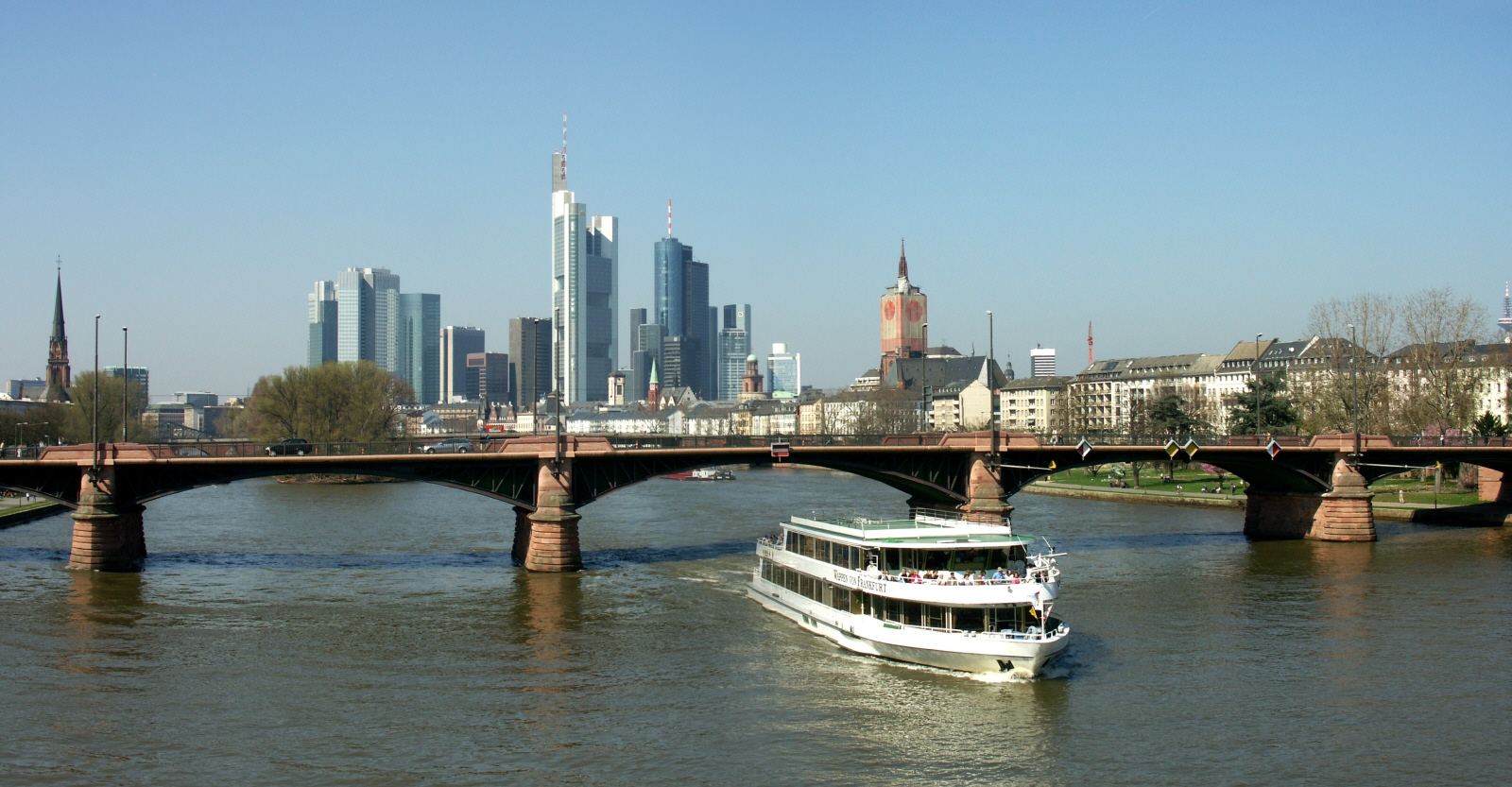
Puente sobre el río Meno
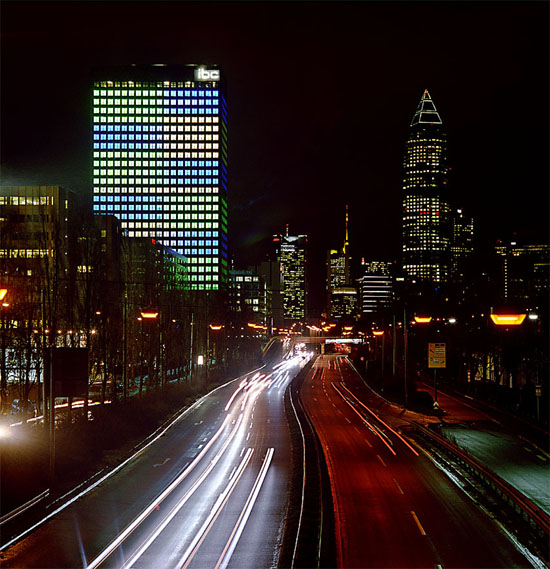
kasselgalerie
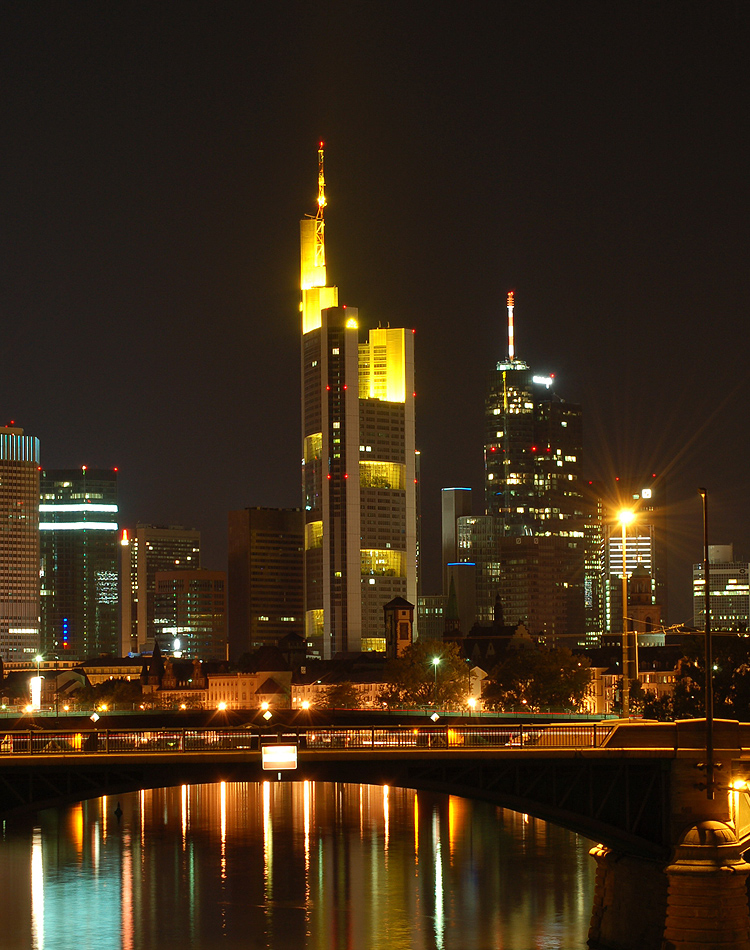
Vista nocturna
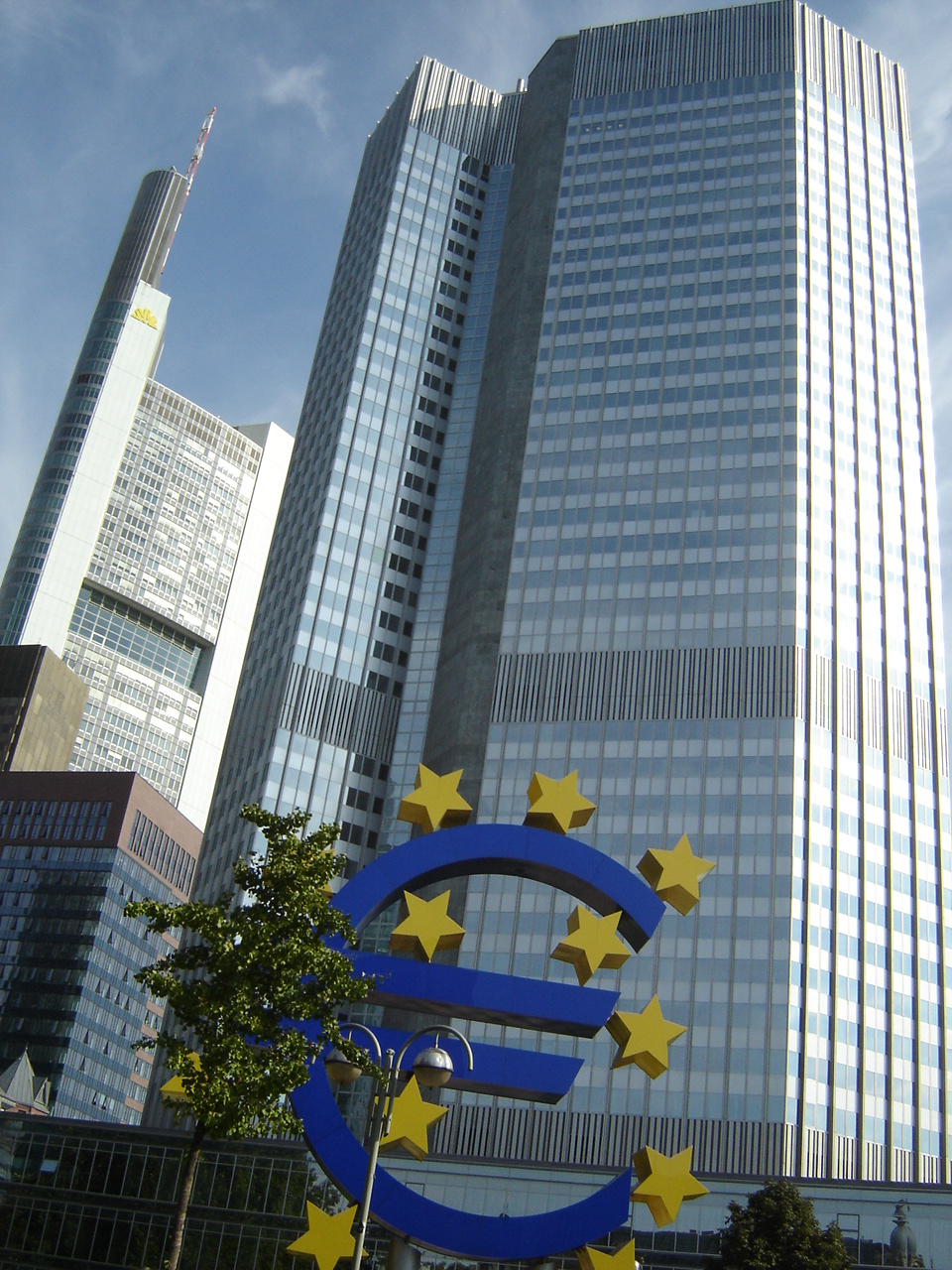
Eurotower
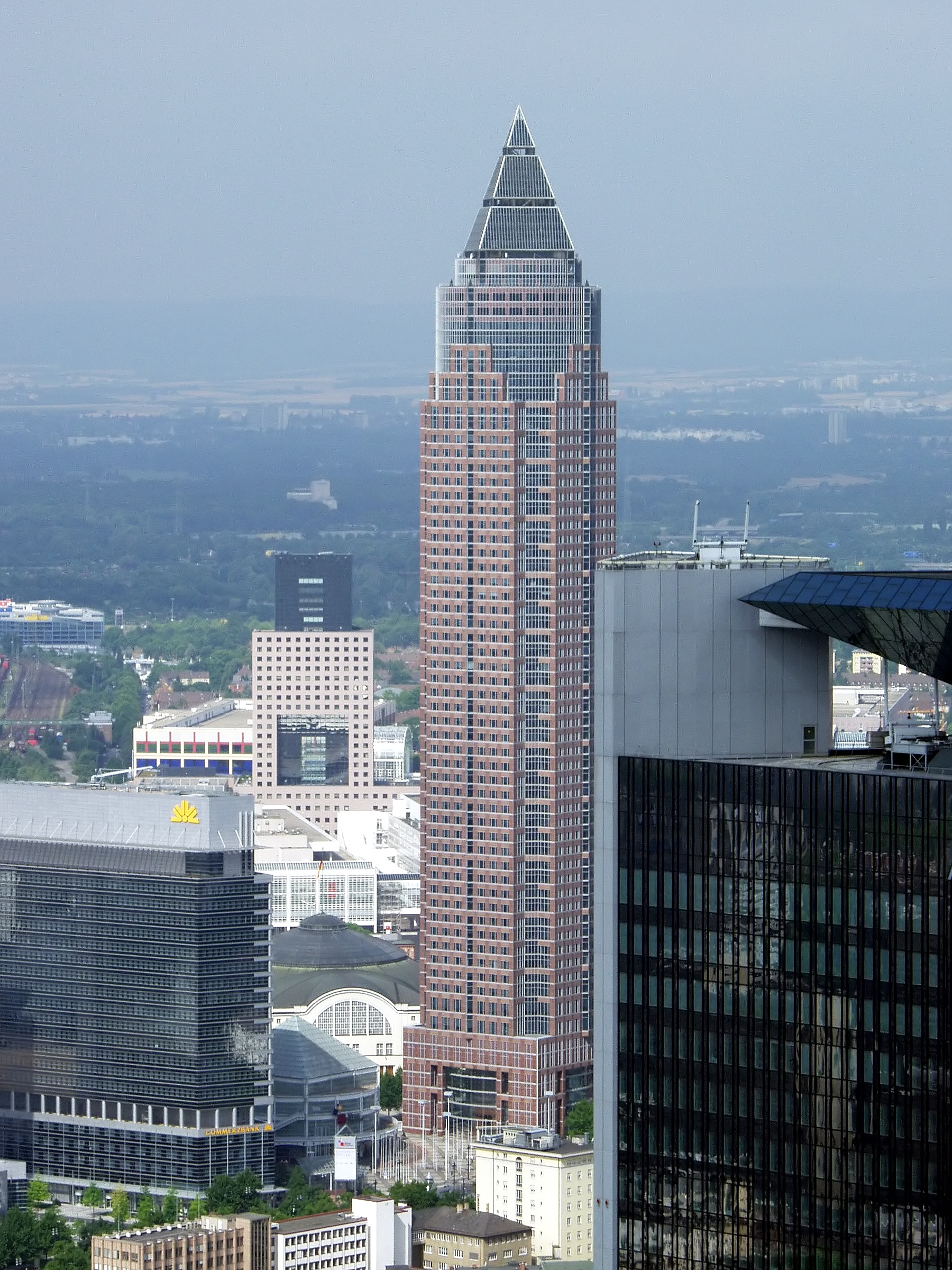
Messeturm
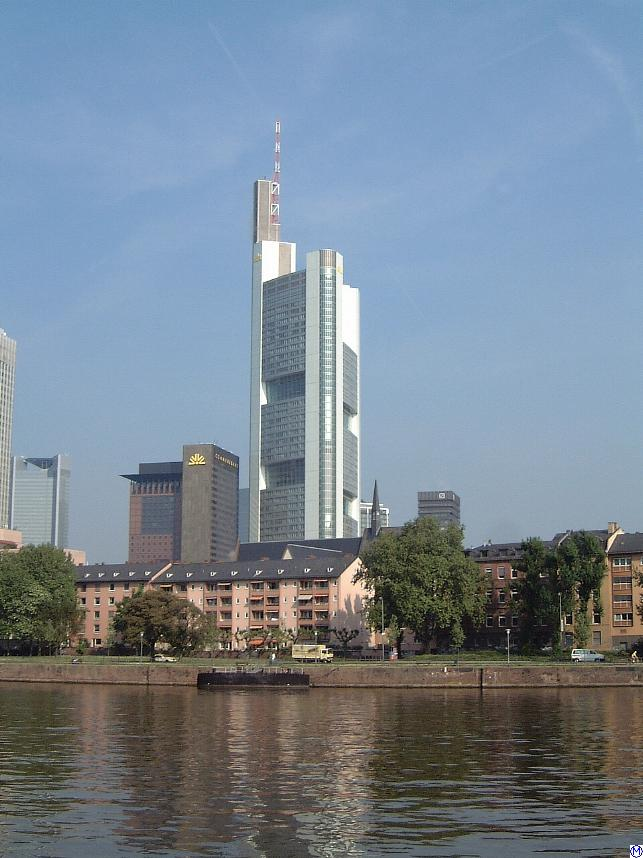
Commerzbank Tower
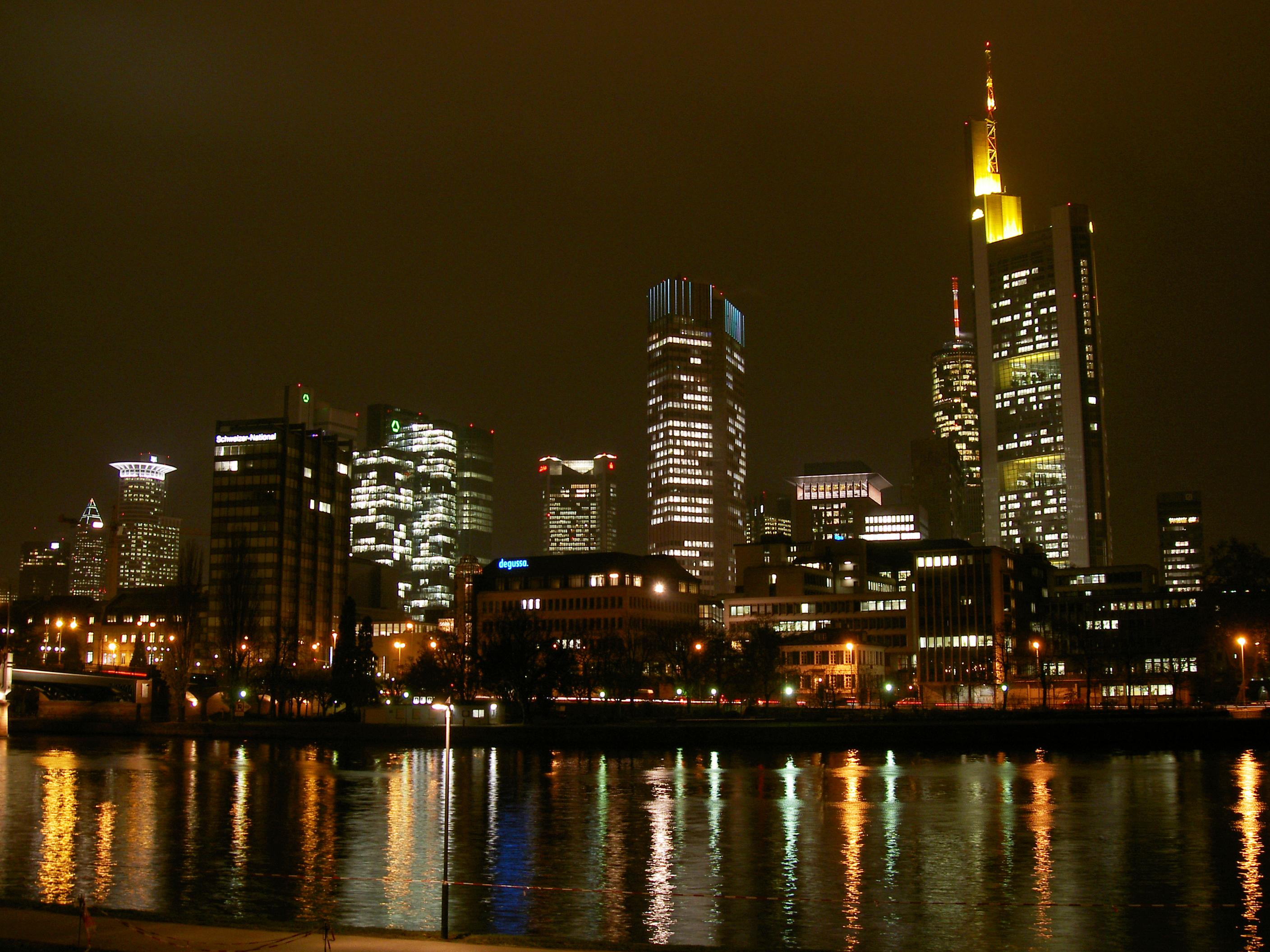
Mainhattan y el Meno